# Karl Ludwig Sand
Karl Ludwig Sand (alternativně také Carl Ludwig Sand, 5. října 1795, Wunsiedel – 20. května 1820, Mannheim) byl německý student teologie, buršák a také vrah německého dramatika Augusta von Kotzebua. Tato vražda následně vedla ke snaze omezit činnost buršáckých spolků, a to formou tzv. Karlovarských usnesení.

## Biografie
Narodil se do dobře situované středostavovské rodiny soudního rady. Po absolvování gymnázia nastoupil na studia teologie v Tübingenu. V roce 1815 přestoupil na univerzitu v Erlangenu, kde se přidal k buršáckému spolku Teutonia (Landsmannschaft Teutonia), o dva roky později také ke spolku Arminia (Burschenschaft Arminia) na univerzitě v Jeně. V té době se zúčastnil slavnosti na hradě Wartburgu ke třístému výročí začátku reformace a čtvrtému výročí bitvy u Lipska, která se změnila v politickou demonstraci proti reakčním režimům a absolutismu ve státech Německého spolku. 23. března 1819 v Mannheimu ubodal dramatika a básníka Augusta von Kotzebue a neúspěšně se pokusil o sebevraždu. 5. května 1820 byl porotou jednomyslně odsouzen k smrti a o patnáct dní později popraven stětím.
Jeho čin měl závažné důsledky, Karlovarská usnesení již v srpnu 1819 vedla k utužení opatření omezujících v německých státech svobodu (i akademickou, univerzity byly podřízeny policejnímu dohledu), zavedení přísné cenzury a rozpuštění všech spolků včetně studentských a sportovních.

## Fotogalerie

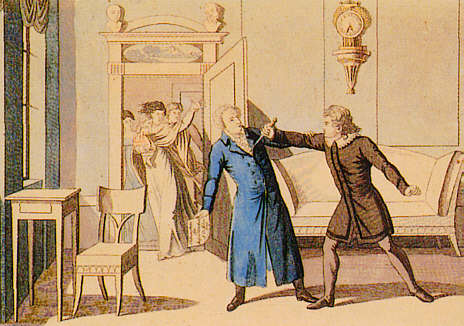
Historické vyobrazení vraždy Augusta von Kotzebua (1)
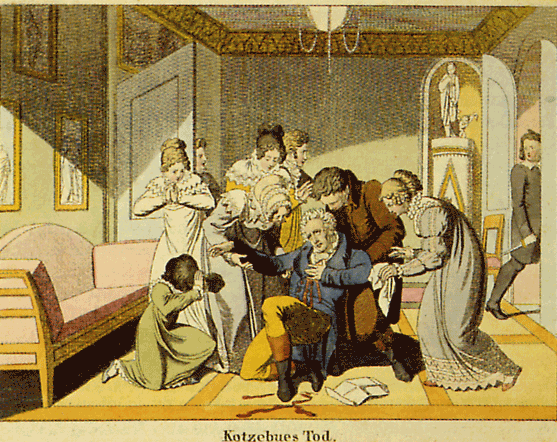
Historické vyobrazení vraždy Augusta von Kotzebua (2 – smrt)
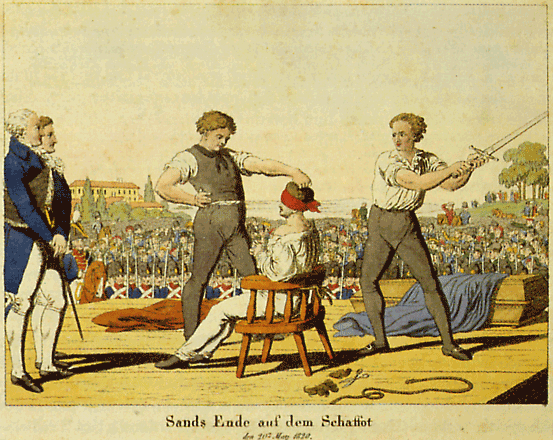
Historické vyobrazení vraždy Augusta von Kotzebua (3 – Sand na popravišti)
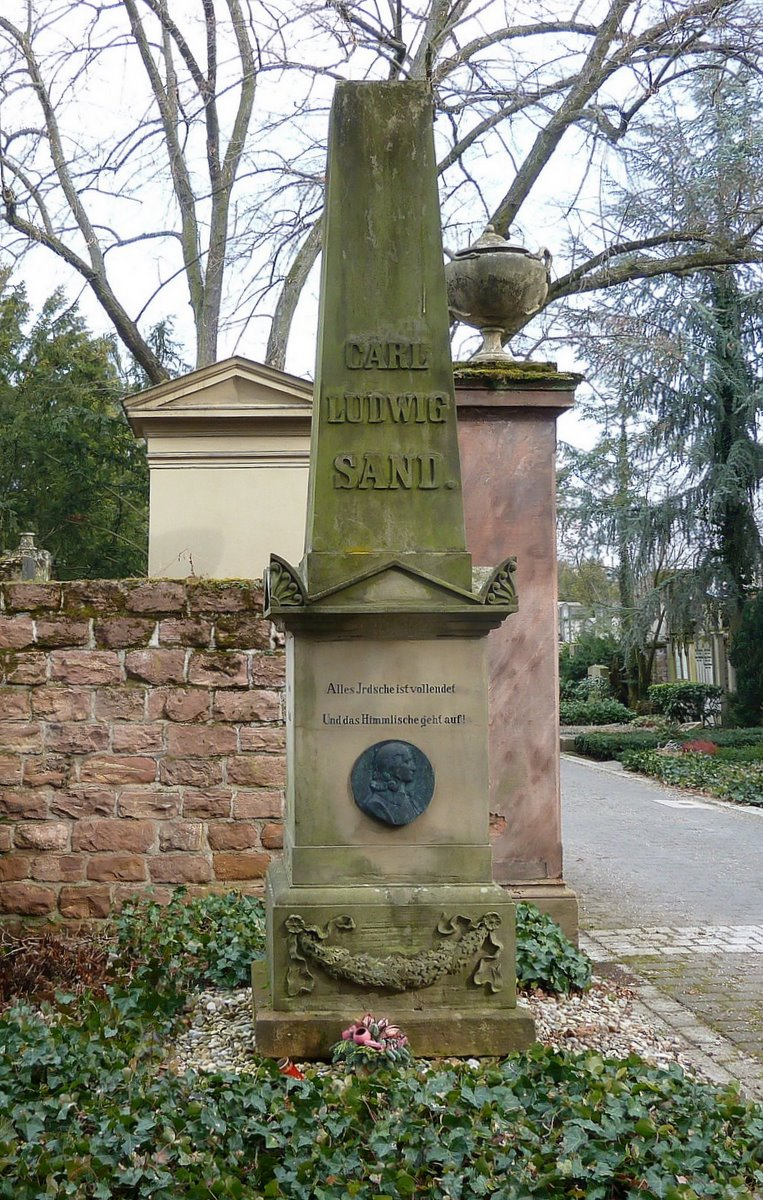
Hrob Carla Ludwiga Sanda na hřbitově "Hauptfriedhof" v Mannheimu
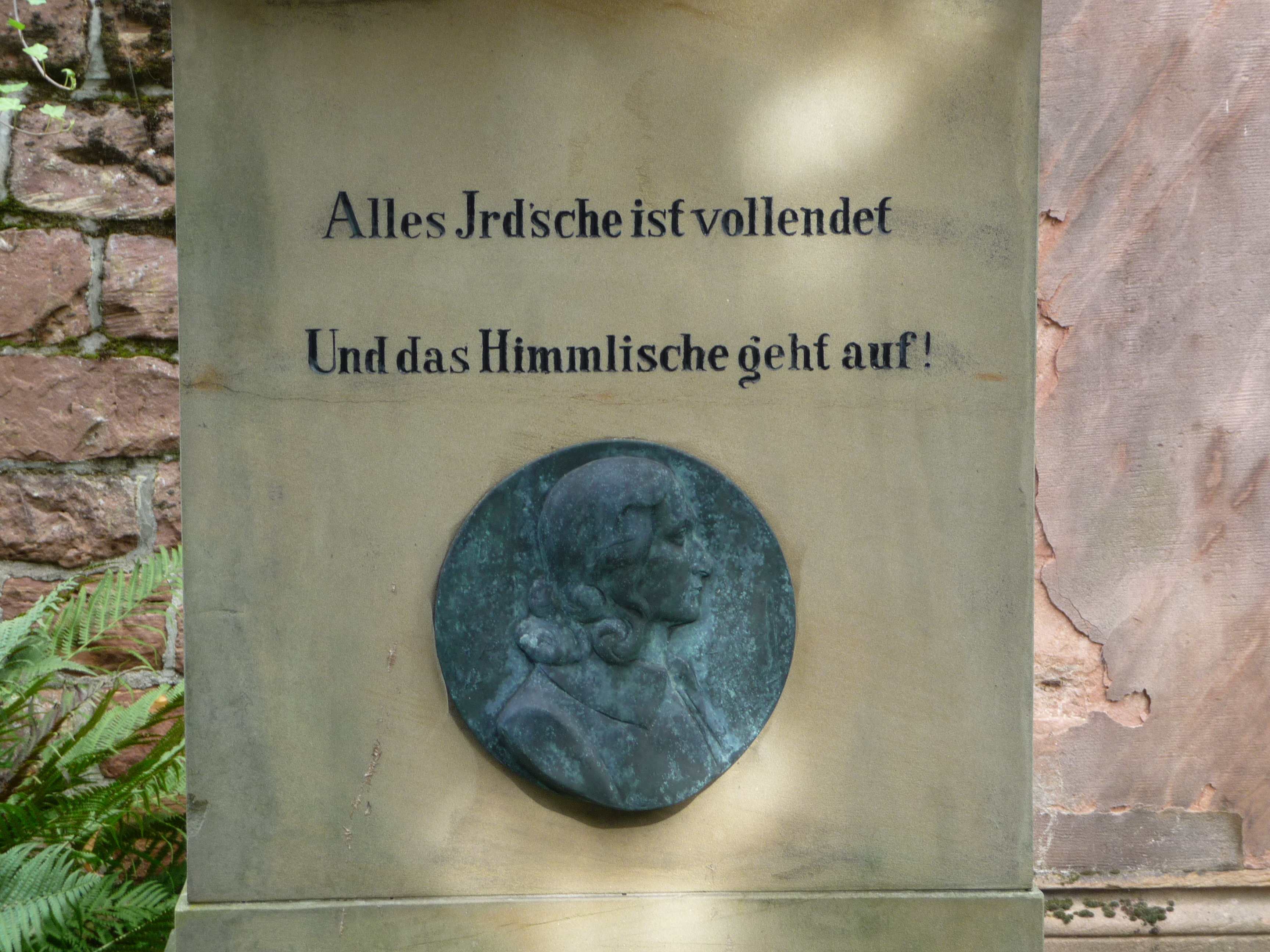
Detail náhrobku